# Monte Cornacchia (monti della Daunia)
Il monte Cornacchia (1151 m s.l.m.) è una montagna degli Appennini situata nel settore interno occidentale della provincia di Foggia. È la vetta più elevata del gruppo dei monti della Daunia e dell'intera regione Puglia.

## Descrizione

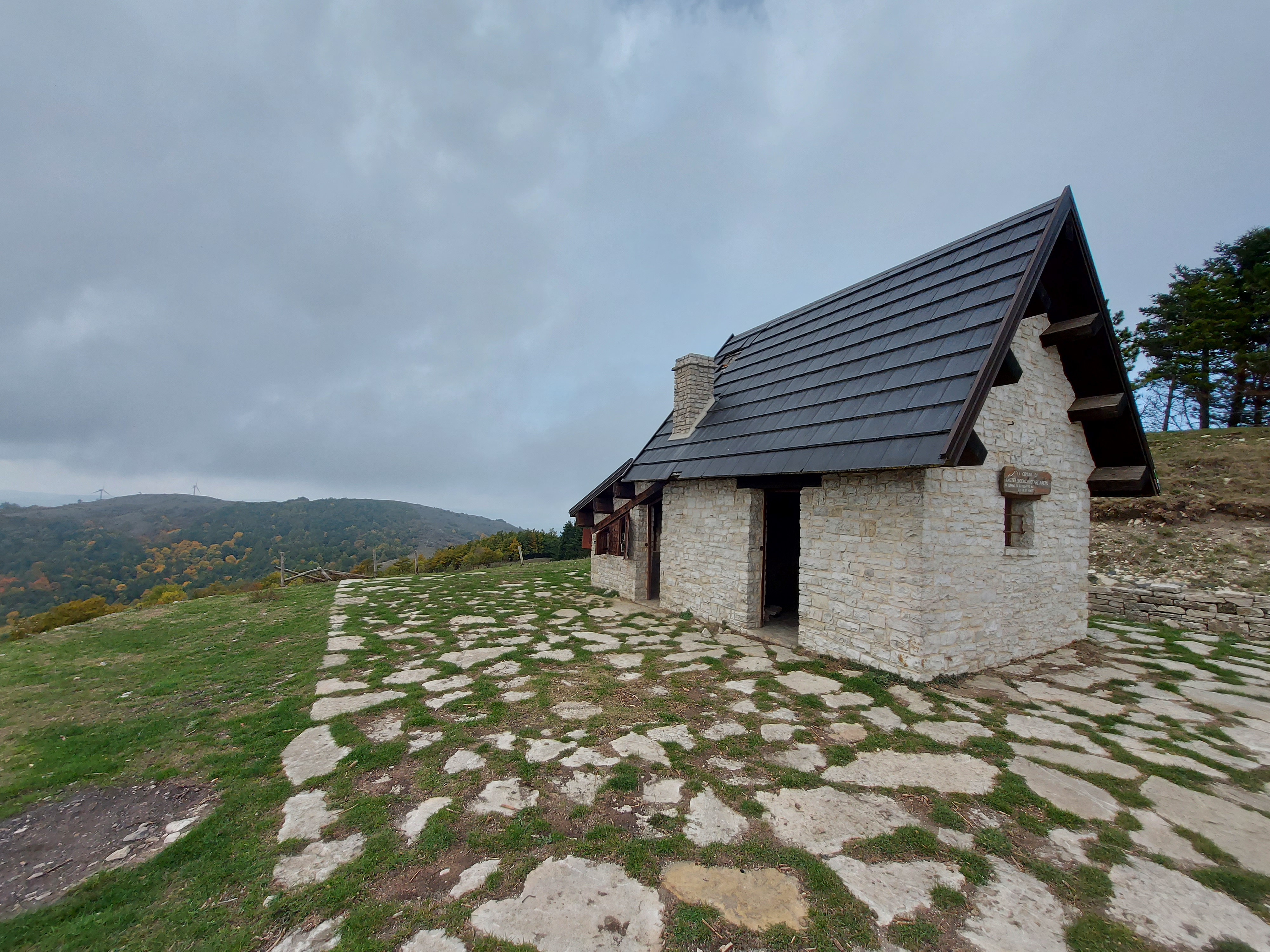
Rifugio presso la sommità del monte Cornacchia, lato Biccari

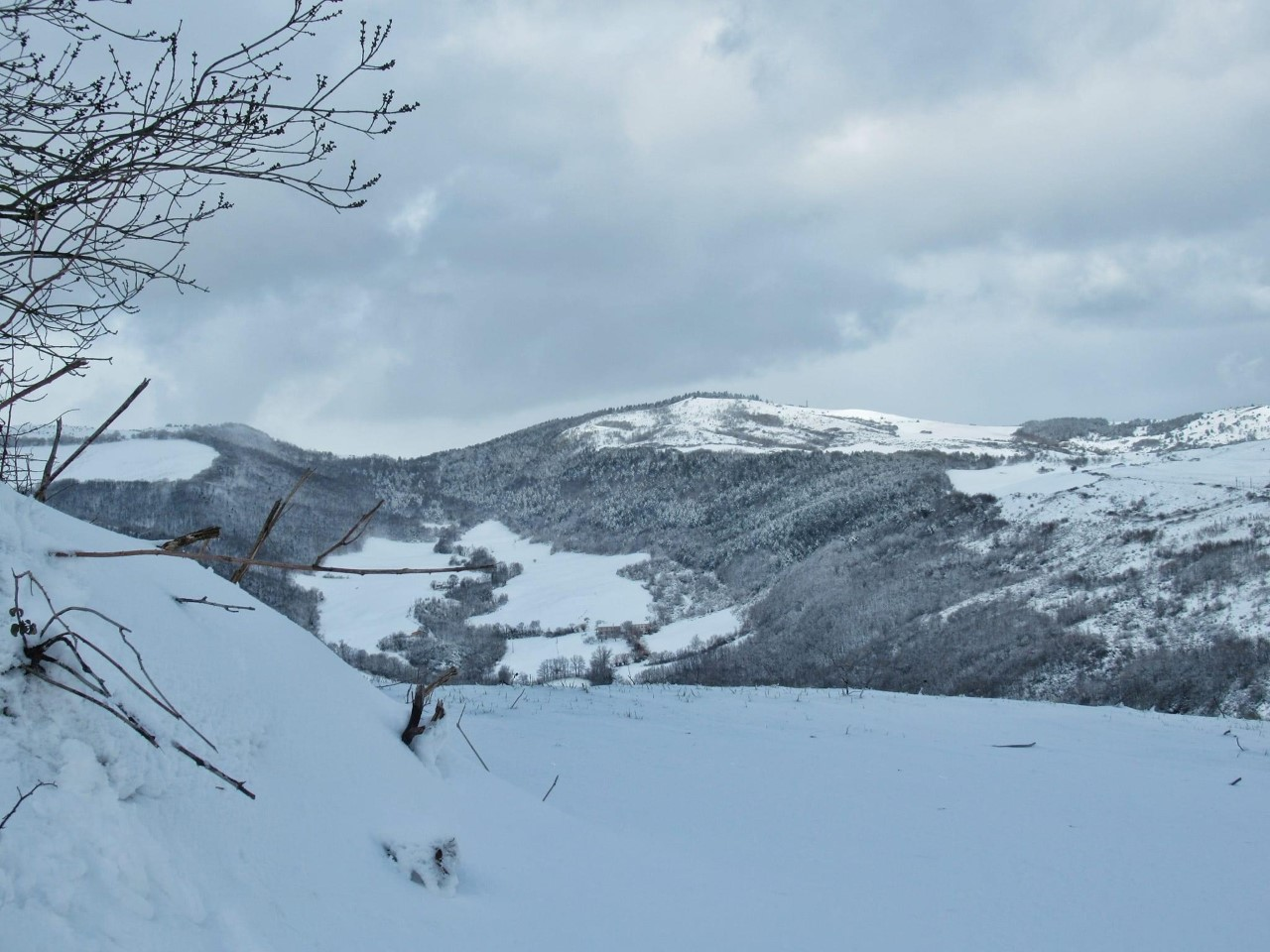
Vista del monte Cornacchia dal territorio comunale di Faeto

Ammantato di boschi e pascoli, il monte Cornacchia è ubicato al confine tra i territori comunali di Biccari e Faeto. Lungo le falde settentrionali dell'altura sgorgano le sorgenti del torrente Vulgano con alcuni giacimenti di idrocarburi nonché il lago Pescara, unico lago naturale montano della Puglia (situato a 902  m s.l.m., esteso su 3 ettari e profondo 6 m). Il versante meridionale si apre invece in un'ampia vallata, la Valmaggiore, solcata dal torrente Celone e popolata dall'unica minoranza francoprovenzale in Puglia.
Dalla cima della montagna, raggiungibile tramite una strada carreggiabile, si ammira un vasto paesaggio comprendente il Gargano, il Tavoliere, l'Irpinia, il Matese e la Maiella. A pochi metri dalla vetta vi è un rifugio costruito nel 1980 e poi riattivato nel 2012 dopo che un incendio lo aveva devastato nel 2007. Il rifugio è stato restaurato nell'agosto 2020. In virtù della sua notevole rilevanza ecologica l'intero massiccio del monte Cornacchia, unitamente al contiguo bosco di Faeto, costituisce un sito di interesse comunitario.